# Il Club dei fan
Il Club dei Fan (titolo originale The Fan Club) è un romanzo del 1974 dello scrittore statunitense Irving Wallace.

## Trama
Per Sharon Fields delirano milioni di uomini: famosissima attrice cinematografica è un simbolo del sesso, morbidamente e stupendamente femmina s'è radicata nei sogni del pubblico maschile di tutto il mondo.
Quattro uomini assolutamente normali (un meccanico, un assicuratore, un commesso e un contabile) sono fra gli ammiratori di Sharon, la desiderano con l'invincibile e apparente innocenza dei maniaci che hanno il culto per i miti femminili creati dall'industria del film. Per lei, per onorarla e venerarla, hanno fondato il 'Club dei Fan'una sigla innocua, che servirà da paravento ad un progetto, prima pensato quasi per scherzo poi diventato terribilmente e criminosamente serio, di rapirla e di tenerla prigioniera per soddisfare le loro voglie.

## Edizioni
- Irving Wallace, Il club dei Fan,  traduzione di Bruno Oddera, Sperling & Kupfer, 1976.
- Irving Wallace, Il club dei Fan,  traduzione di Bruno Oddera, Club italiano dei lettori, 1979.